# 레이크 벨
레이크 벨(Lake Bell, 1979년 3월 24일 ~ )은 미국의 배우이다.

## 작품 목록
- 런던 시계탑 밑에서 사랑을 찾을 확률 - 낸시 역
- 마이펫의 이중생활
- 샷 콜러 - 케이트 역
- 스파이더맨: 뉴 유니버스 - 버네사 피스크 역
- 아이 두... 언틸 아이 돈트 (각본, 감독, 제작, 주연)